# Das neue Wiesbaden
Unter dem Titel Das neue Wiesbaden: Städtebau ist kein Zustand, sondern ein Vorgang! veröffentlichte der Architekt Ernst May 1963 eine städtebauliche Planung für die hessische Landeshauptstadt Wiesbaden. 
Das Buch beschreibt den Bau der Siedlungen Klarenthal, Parkfeld (Biebrich), Schelmengraben (Dotzheim) und die Pläne der Neubebauung des Bergkirchenviertels. Enthalten ist auch die Gesamtplanung von May, der Gesamtverkehrsplan von R. Schaaf (ETH Zürich) und ein Auszug aus dem Wirtschaftsgutachten von W. Bosch (Universität Mainz).
Ziel des Projekts war die Beseitigung des akuten Wohnungsmangels mit dem Bau hochwertiger Siedlungen; es sah aber anfangs auch den Abriss vieler historistischer Villen am Bierstadter Hang vor. Dieser Punkt wurde später stark kritisiert und gilt einigen als abschreckendes Beispiel im Umgang mit Altbauten, die in diesem Fall heute unter Denkmalschutz stehen.

## Vorgeschichte und Hintergrund
Ernst May wurde in den 1920er Jahren vor allem durch sein Wirken in Frankfurt bekannt, wo er die Siedlungen des Projekts Neues Frankfurt entwarf, die weltweit zum Vorbild des Siedlungsbaus wurden, darunter die Römerstadt (1927 bis 1929) und die Siedlung Bruchfeldstraße (1926 bis 1927). Alle Wohnungen und Häuser verfügten über eine Frankfurter Küche und zeichneten sich durch damals unüblich hohen Komfort aus. Vorbild war die Gartenstadtbewegung. 
In den 1950er Jahren wurde May zum Berater zahlreicher Siedlungsprojekte deutschlandweit berufen. 1956 gab es in ganz Hessen einen Fehlbestand an Wohnungen von 20,3 % an Wohnraum, von dem der überwiegende Teil auf das Rhein-Main-Gebiet fiel.
Der Historismus, besonders in seiner Spätform, galt zu jener Zeit bei Intellektuellen als kitschig oder als sentimental. Zusätzlich belegte die repräsentative Villenbebauung weite Flächen. In Wiesbaden hatten die Stadt und das Land Immobilien zu hohen Preisen an Investoren verkauft, eine Investition wäre nur durch eine übermäßige Neubebauung oder Überbauung wirtschaftlich. Diese Tatsache wurde hinter der These verschleiert, Altbauten seien nicht sanierbar.
Aus einem städtebaulichen Wettbewerb mit 45 Einreichungen ging Ernst May 1959 als Sieger hervor. Daraufhin berief die Stadt Wiesbaden den mittlerweile 75-jährigen May im Mai 1961 zum Planungsbeauftragten der Stadt.

## Die Planung
Seine Planungen für die Innenstadt von Wiesbaden veröffentlichte May 1963 in Buchform. Er entwickelte darin ein Konzept, das den gesamten Abriss der Altbauten am Bierstadter Hang zwischen Parkstraße, Beethovenstraße, Paulinenstraße und Gustav-Stresemann-Ring vorsah. An ihrer Stelle sollten große Geschäfts- und Wohnblocks im Stil von Klarenthal entstehen. Ziel war, das Gebiet in eine Geschäftsstadt, die City Ost zu verwandeln. Hauptverkehrsachsen sollten die Mainzer, Frankfurter, Bierstadter und Parkstraße sein. Auch ein U-Bahn-Netz sollte die Verkehrsbelastung der Innenstadt senken und die Lebensqualität steigern (Wiesbaden ist heute die zweitgrößte deutsche Stadt, die weder eine Straßenbahn noch eine U-Bahn hat).
Im Umfeld der Stadt sah Ernst May den Bau von Satellitenstädten vor. Er ließ umfangreiche Untersuchungen zur Ermittlung der richtigen Standorte vornehmen, so wurde die Luftverschmutzung gemessen, aber auch die Aussicht von den Wohnsiedlungen sollte eine Rolle spielen, etwa auf die Hänge des Taunus. Wie in Frankfurt so auch in Wiesbaden sorgte May für eine sehr großzügige Durchgrünung. Den Schlosspark Biebrich ließ er durch den Erwerb von dem Gelände einer ehemaligen Gärtnerei ausweiten.
May berücksichtigte auch den Wunsch nach einer abwechslungsreichen Architekturlandschaft durch unterschiedliche Höhen und Zuordnungen. Realisiert wurden die Siedlungen Biebrich-Parkfeld, Klarenthal und Schelmengraben. 1966 wurden in Klarenthal die ersten Wohnungen bezugsfertig.

## Die Abrisspläne und Reaktionen

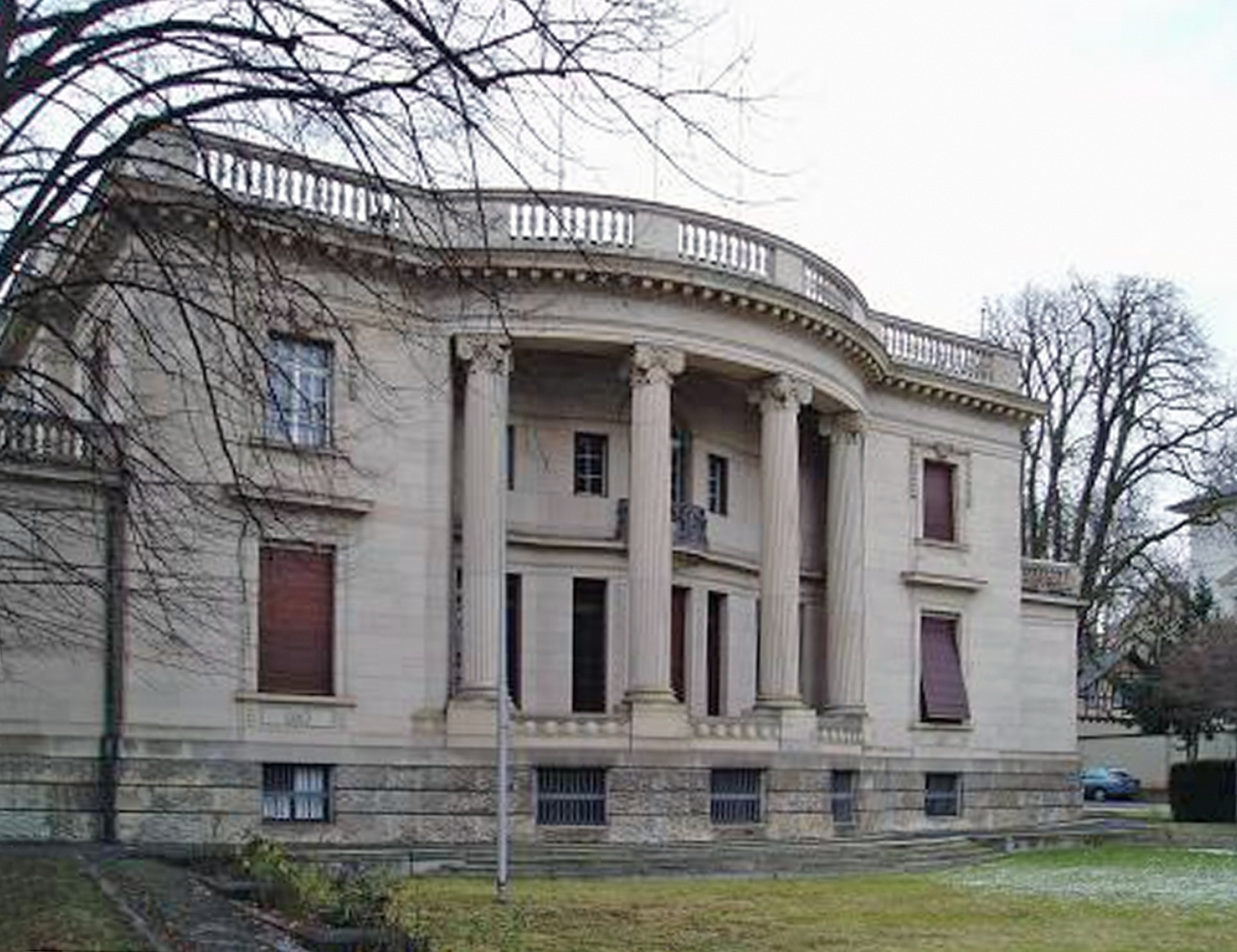
Die späthistoristische Villa Söhnlein-Pabst (1903 bis 1906) wäre abgerissen worden

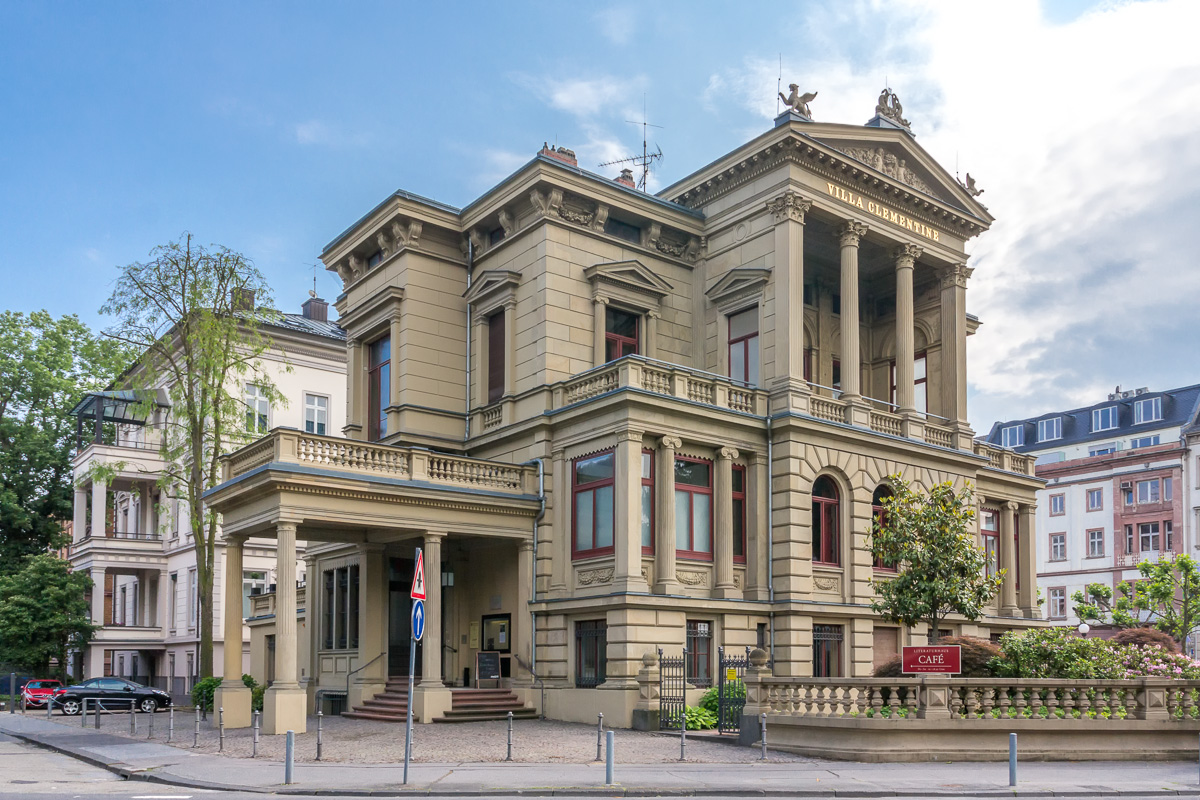
Die Villa Clementine (1878 bis 1882) wäre einer U-Bahn-Station gewichen

Insgesamt sollen von einem Abriss im Zuge der Baumaßnahmen bis zu ca. 150 zwischen 1840 und 1910 entstandene Villen betroffen gewesen sein, so Gottfried Kiesow. Der Widerstand gegen den Abriss der historistischen Villen begann anfangs nur sehr zögerlich. Obwohl die Pläne von der Stadt nie offiziell abgesegnet wurden, befürworteten die meisten Kommunalpolitiker die Planungen. Es begann zunächst eine öffentliche Diskussion zu den Planungen der Stadtverwaltung, die keinen Widerstand gegen die Pläne zeigte. Auch der Abriss der Villen Rheinstraße 6 und Viktoriastraße 25 hatte wenig Resonanz.
Im Schatten der Planungen wurden von privater Seite weitere Altbauten abgerissen und durch Neubauten durchschnittlicher Qualität ersetzt, wie beispielsweise Felix Genzmers Alte Feuerwache für ein neues Karstadt-Warenhaus. Diese Baumaßnahmen waren nie Gegenstand der Planungen von May. Es begann sich auch aufgrund von Spekulationen Widerstand auszubreiten.
Die damalige Situation schilderte Gottfried Kiesow, späterer Vorsitzender der Deutschen Stiftung Denkmalschutz, im Nachhinein wie folgt: 

„Als ich 1966 mein Amt als Landeskonservator übernahm und meinen Antrittsbesuch beim damaligen Oberbürgermeister Georg Buch machte, überreichte mir dieser das Buch von May – eine an sich freundliche Geste, jedoch gegenüber einem Denkmalpfleger eine merkwürdige Auswahl aus den sonst vorhandenen Büchern über Wiesbaden, die man üblicherweise als Gastgeschenke vergibt.“

 Kiesow ist auch Autor des Buchs Architekturführer Wiesbaden: die Stadt des Historismus. In diesem wird weniger auf die reformerischen Ansichten Mays eingegangen, als vielmehr auf die Tatsache hingewiesen, dass May sich zugunsten des Abrisses der Villen stellte. 
Der Abriss der beiden Villen, aber auch anderer Bauten hätte vom Denkmalschutz verhindert werden können. Heute steht das Villengebiet am Bierstadter Hang unter Flächendenkmalschutz.

## Situation heute
„Wiesbaden ist ganz Stadt des 19. Jahrhunderts“ ist auf der Website der Stadt zu lesen, gleichzeitig wird dort für das Buch von Gottfried Kiesow geworben. Die Stadt strebt mit dem Begriff Stadt des Historismus eine Bewerbung zum UNESCO-Weltkulturerbe an.
Der architektonische Spaziergang 50 Jahre May-Plan für Wiesbaden des Architektursommers Rhein-Main 2011 wurde auf der Website der Stadt mit Das „Neue Wiesbaden“ und seine Folgen kommentiert. 
Anders als beispielsweise in Frankfurt oder Darmstadt erinnert bis heute keine Straße und kein Platz an den Stadtplaner Ernst May.